# Eupithecia chaliscophila
Eupithecia chaliscophila är en fjärilsart som beskrevs av Eugen Wehrli 1926. Eupithecia chaliscophila ingår i släktet Eupithecia och familjen mätare. Inga underarter finns listade i Catalogue of Life.